# Línea SE859 (EMT Madrid)
El Servicio Especial (S.E.) codificado como SE859 de la EMT de Madrid conectó las estaciones de Atocha y Villaverde Alto en sustitución de la línea C-5 de Cercanías, que permaneció cortada por obras los días 13 y 14 de julio de 2024.

## Características
Esta línea prestó servicio los días 13 y 14 de julio de 2024 cubriendo parte del recorrido de la línea C-5 de Cercanías, cortada por obras. Fue gratuita para los usuarios, pues se trataba de un servicio especial consensuado entre ambos operadores de transporte. Tuvo una dotación de hasta 15 autobuses en horas punta, con frecuencias que oscilaban entre 6 y 7 minutos dependiendo del tramo horario.

## Recorrido y paradas

### Sentido Villaverde Alto
| Estación sustituida | Código | Ubicación de parada                          | Común con                | Conexiones con Metro y Cercanías |
| ------------------- | ------ | -------------------------------------------- | ------------------------ | -------------------------------- |
| Atocha              | 50010  | Av. Cdad. Barcelona - Pza. Carlos V          | N802 N804                | Atocha                           |
| Méndez Álvaro       | 2917   | Méndez Álvaro, 70                            | 102 148 152 N11          | Méndez Álvaro                    |
| Doce de Octubre     | 51049  | Doctor Tolosa Latour - Cristo de la Vega     |                          |                                  |
| Orcasitas           | 2832   | Campotéjar - Fernando Ortiz                  | 78 116 N15               |                                  |
| Puente Alcocer      | 1193   | Alcocer - Ctra. Carabanchel a Villaverde     | 22 76 86 130 N14 432 448 |                                  |
| Villaverde Alto     | 3899   | Domingo Párraga frente a Pº Alberto Palacios | 22 T41                   | Villaverde Alto                  |

### Sentido Atocha
| Estación sustituida | Código | Ubicación de parada                          | Común con                | Conexiones con Metro y Cercanías |
| ------------------- | ------ | -------------------------------------------- | ------------------------ | -------------------------------- |
| Villaverde Alto     | 3899   | Domingo Párraga frente a Pº Alberto Palacios | 22 T41                   | Villaverde Alto                  |
| Puente Alcocer      | 1194   | Alcocer, 45                                  | 22 76 86 130 N14 432 448 |                                  |
| Orcasitas           | 2833   | Fernando Ortiz frente Nº11                   | 78 116                   |                                  |
| Doce de Octubre     | 51048  | Doctor Tolosa Latour - Córdoba               |                          |                                  |
| Méndez Álvaro       | 2918   | Méndez Álvaro frente Nº70                    | 102 152                  | Méndez Álvaro                    |
| Atocha              | 50010  | Av. Cdad. Barcelona - Pza. Carlos V          | N802 N804                | Atocha                           |